# ESBK
El Campeonato de España de Superbike, conocido como ESBK, es una competición motociclística de velocidad organizada por la Real Federación Motociclista Española. Forma parte del programa Road to MotoGP, siendo una de las principales puertas de acceso al Campeonato del Mundo de Motociclismo y al Campeonato del Mundo de Superbikes .
Con la internacionalización del Campeonato de España de Velocidad (CEV) y el paso a ser organizado por la Federación Internacional de Motociclismo y Dorna, la RFME anunció en 2019 la creación del ESBK.

## Palmarés
|      | SBK               | Superstock 1000     | Supersport NG   | Superstock 600   | SBK Junior     | Moto4             | PreMoto3       | SBK Femenino      | SBK Femenino 600 |
| ---- | ----------------- | ------------------- | --------------- | ---------------- | -------------- | ----------------- | -------------- | ----------------- | ---------------- |
| 2019 | Maximilian Scheib | Chris Leesch        | Óscar Gutiérrez | Alessandro Zetti | Unai Orradre   | Ángel Piqueras    | David Real     | Gaelle Remy       | Francisca Ruiz   |
| 2020 | Román Ramos       | Ivo Lopes           | Óscar Gutiérrez | Simon Jespersen  | Eric Fernández | Brian Uriarte     | David Real     | María Herrera     | Francisca Ruiz   |
| 2021 | Ivo Lopes         | Christian Palomares | Borja Gómez     | Unai Orradre     | Álvaro Díaz    | Alex Longarela    | Álvaro Fuertes | Gaelle Remy       | María Herrera    |
| 2022 | Tito Rabat        | Daniel Sáez         | Yeray Ruiz      | Eric Fernandez   | Pepe Osuna     | Nikola Miroslavov | Jesús Ríos     | Olga Shaternikova | Francisca Ruiz   |
| 2023 |                   |                     |                 |                  |                |                   |                |                   |                  |

- Datos: Q115799729